# 安贝尔康
安贝尔康（法語：Humbercamps，法語發音：[œ̃bɛʁkɑ̃]）是法国上法蘭西大區加来海峡省的一个市镇，属于阿拉斯区。

## 地理
安贝尔康（50°11'7"N, 2°34'26"E）面积3.58 平方千米，位于法国上法蘭西大區加来海峡省，该省份为法国北部沿海省份，西北濒北海，南至索姆省，东临北部省。
与安贝尔康接壤的市镇（或旧市镇、城区）包括：拉科希、巴约尔蒙、拉埃利耶尔、波米耶、圣阿芒。
安贝尔康的时区为UTC+01:00、UTC+02:00（夏令时）。

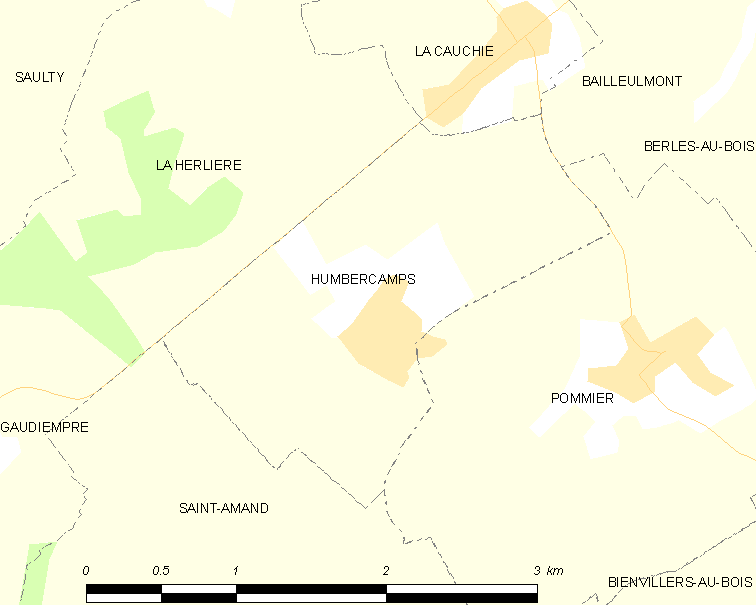
安贝尔康的OSM定位图

## 行政
安贝尔康的邮政编码为62158，INSEE市镇编码为62465。

## 政治
安贝尔康所属的省级选区为阿韦讷勒孔特县。

## 人口

1962-2008年间安贝尔康人口变化图示

安贝尔康于2022年1月1日时的人口数量为219人。